# Îlot Rosso
L'Îlot Rosso (en italien Isolotto Rosso) est une île italienne rattachée administrativement à San Teodoro, commune de la province de Sassari, en Sardaigne.

## Description
L'îlot, inhabité, est un écueil situé à environ un kilomètre de Punta Don Diego.
L'îlot Rosso fait partie de l'Aire naturelle marine protégée Tavolara - Punta Coda Cavallo.